# Haikansaaret (ö i Norra Karelen)
Haikansaaret är en ö i Finland. Den ligger i sjön Nuorajärvi och i kommunen Ilomants i den ekonomiska regionen  Joensuu ekonomiska region  och landskapet Norra Karelen, i den sydöstra delen av landet, 400 km nordost om huvudstaden Helsingfors. Öns area är 2,1 hektar och dess största längd är 340 meter i sydöst-nordvästlig riktning.  Notera att namnet antyder att det är fråga om flera öar.